# Saunières
Saunières település Franciaországban, Saône-et-Loire megyében. Lakosainak száma 83 fő (2022. január 1.). Saunières Charnay-lès-Chalon, Les Bordes, Bragny-sur-Saône, Pontoux, Sermesse és Verdun-Ciel községekkel határos.

## Népesség
A település népessége az elmúlt években az alábbi módon változott:
| Lakosok száma | 84   | 81   | 85   | 81   | 80   | 80   | 81   | 82   | 83   |
|               | 2013 | 2015 | 2016 | 2017 | 2018 | 2019 | 2020 | 2021 | 2022 |